# Namibisch kampioenschap wielrennen voor elite

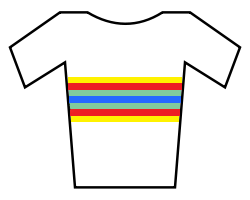
De Namibische kampioenentrui

Het Namibisch kampioenschap wielrennen voor elite is een jaarlijkse wielerwedstrijd in Namibië voor renners met Namibische nationaliteit ouder dan 23 jaar en/of lid van een professioneel wielerteam. Er wordt gereden voor de nationale titel. Bij de mannen wordt het kampioenschap sinds 2005 jaarlijks georganiseerd. Bij de vrouwen is dit sinds 2007.
De kampioenen van 2023 zijn Tristan De Lange bij de mannen en elfvoudig winnares Vera Looser-Adrian bij de vrouwen.

## Erelijst

### Mannen

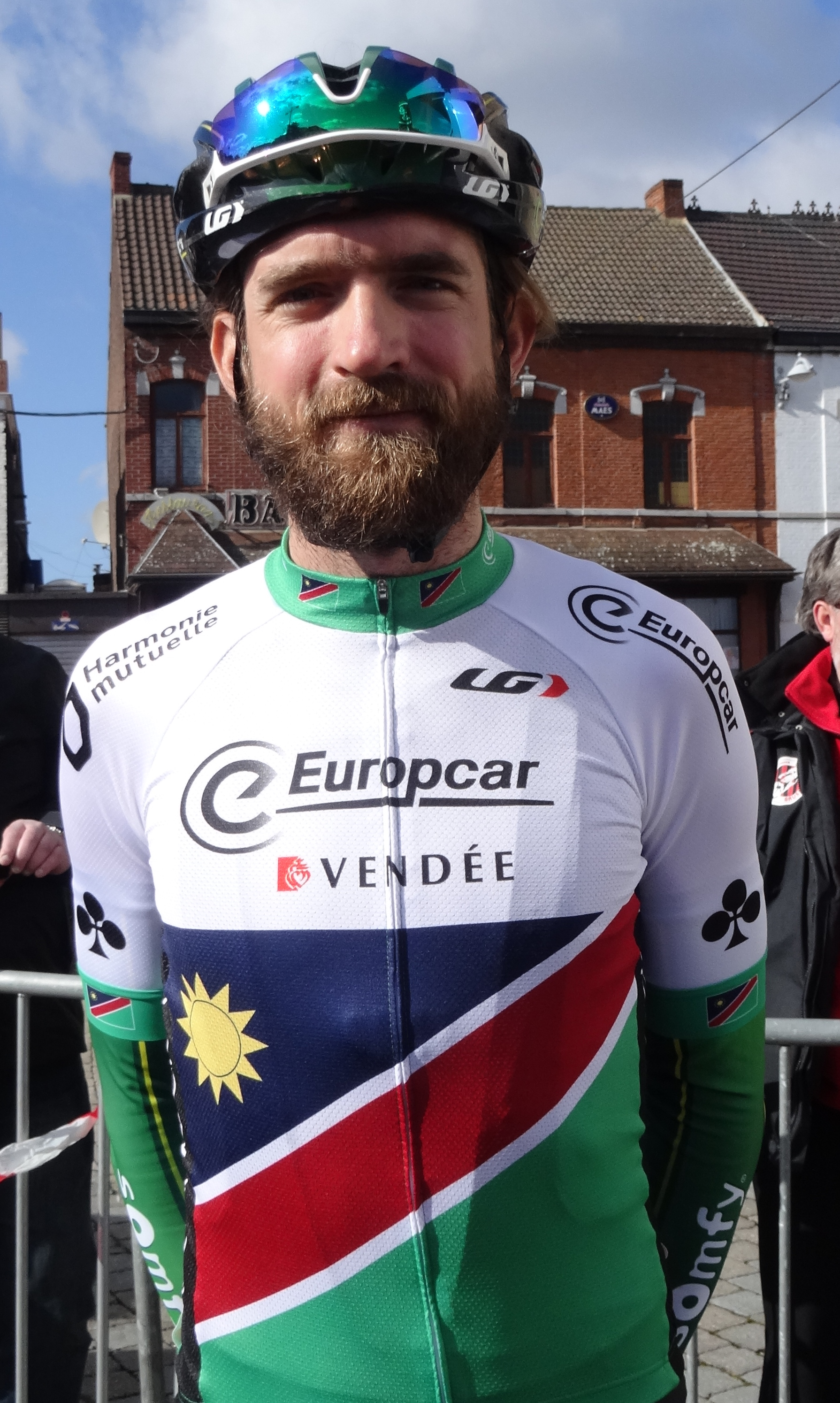
Dan Craven in Le Samyn 2015.

| Jaar | Plaats                | Winnaar                 | Tweede                | Derde                 |
| 2005 | Windhoek              | Dan Craven              |                       |                       |
| 2006 |                       | Dan Craven              |                       |                       |
| 2007 | Windhoek              | Erik Hoffmann           | Jacques Celliers      | Ermin Van Wyk         |
| 2008 |                       | Dan Craven              | Tjipee Murangi        | Jacques Celliers      |
| 2009 | Okahandja             | Tjipee Murangi          | Ingram Cuff           | Heinrich Köhne        |
| 2010 | Windhoek              | Joris Michael Harteveld | Ingram Cuff           | Jacobus Van Zyl       |
| 2011 | Windhoek              | Petrus Lotto            | Marc Bassingthwaighte | Heiko Redecker        |
| 2012 | Windhoek              | Petrus Lotto            | Dan Craven            | Marc Bassingthwaighte |
| 2013 | Windhoek              | Till Drobisch           | Costa Seibeb          | Petrus Lotto          |
| 2014 | Windhoek              | Costa Seibeb            | Till Drobisch         | Norbert Meyer         |
| 2015 | Windhoek              | Dan Craven              | Martin Freyer         | Michael Pretorius     |
| 2016 | Windhoek              | Dan Craven              | Till Drobisch         | Costa Seibeb          |
| 2017 | Windhoek              | Till Drobisch           | Dan Craven            | Costa Seibeb          |
| 2018 | Windhoek              | Martin Freyer           | Drikus Coetzee        | Dan Craven            |
| 2019 |                       | Alex Miller             | Dan Craven            | Xavier Papo           |
| 2020 |                       | Dan Craven              | Tristan De Lange      | Drikus Coetzee        |
| 2021 | Windhoek (Carin Park) | Drikus Coetzee          | Tristan De Lange      | Ingram Cuff           |
| 2022 | Windhoek              | Drikus Coetzee          | Hugo Hahn             | Jean-Paul Burger      |
| 2023 |                       | Tristan De Lange        | Drikus Coetzee        | Ingram Cuff           |
| 2024 | Rehoboth              | Alex Miller             | Drikus Coetzee        | Martin Freyer         |
| 2025 | Windhoek              | Alex Miller             | Martin Freyer         | Justus Beulker        |

### Vrouwen

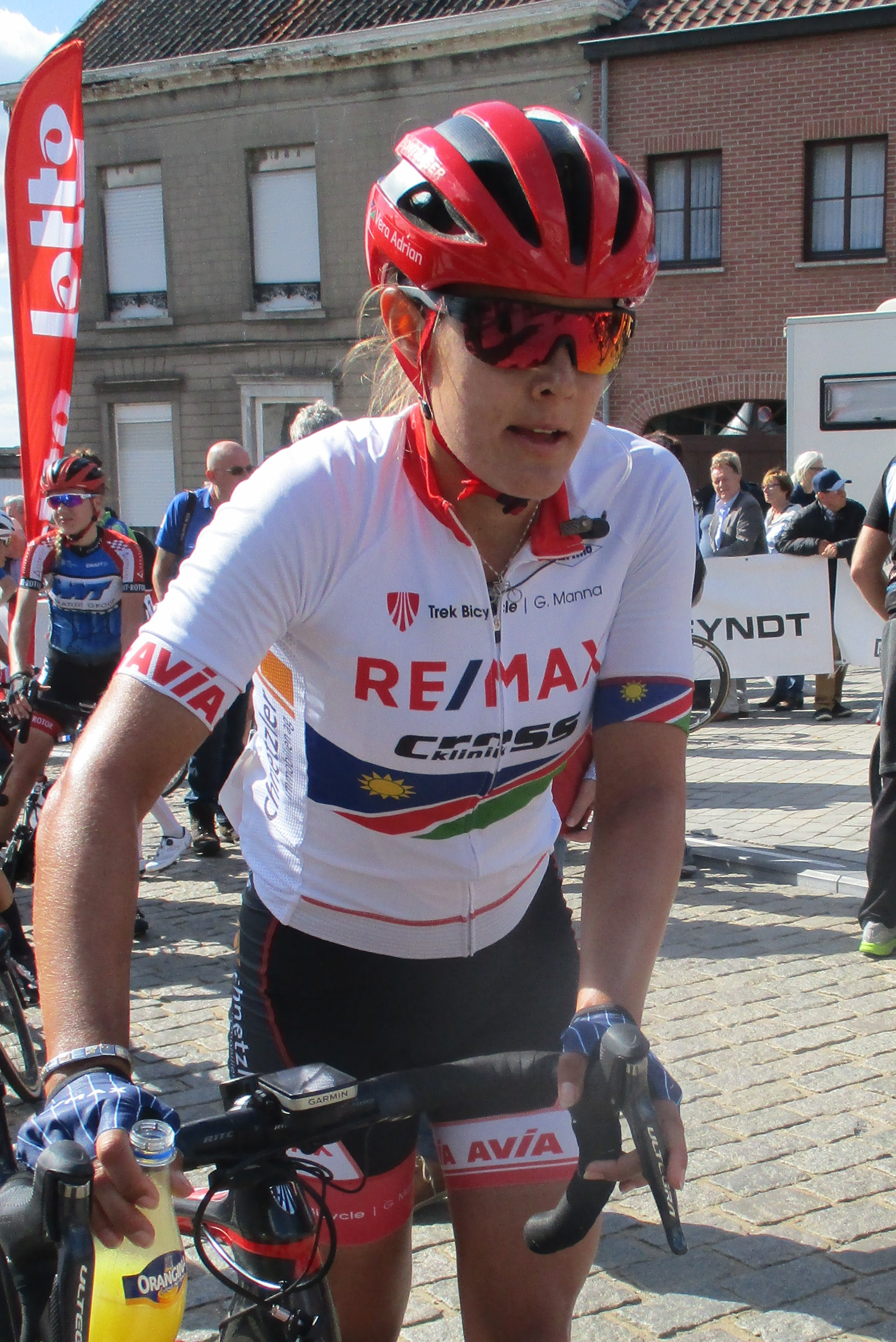
Vera Adrian in de Lotto Belgium Tour 2018.

| Jaar | Plaats                   | Winnaar                 | Tweede                  | Derde              |
| 2007 | Windhoek                 | Chermaine Shannon       | Johanita de Waal        | Sheena Schwartz    |
| 2008 |                          | Cordula Moller          | Wanda Tattersall        | Almarie Mostert    |
| 2009 | Okahandja                | Carmen Bassingthwaighte | Wanda Tattersall        | Susan Horn         |
| 2010 | Windhoek                 | Heletje Van Staden      | Carmen Bassingthwaighte | Chermaine Shannon  |
|      |                          |                         |                         |                    |
| 2012 | Windhoek                 | Vera Adrian             | Heletje Van Staden      | Hayley Brand       |
| 2013 | Okahandja (Gross Barmen) | Irene Steyn             | Gene Keet               | Hester Prins       |
| 2014 | Windhoek                 | Vera Adrian             | Heletje Van Staden      | Irene Steyn        |
| 2015 | Windhoek                 | Vera Adrian             | Michelle Vorster        | Irene Steyn        |
| 2016 | Windhoek                 | Vera Adrian             | Michelle Vorster        | Hester Prins       |
| 2017 | Windhoek                 | Vera Adrian             | Irene Steyn             |                    |
| 2018 | Windhoek                 | Vera Adrian             | Michelle Vorster        | Irene Steyn        |
| 2019 |                          | Vera Adrian             | Michelle Vorster        | Irene Steyn        |
| 2020 |                          | Vera Adrian             | Irene Steyn             |                    |
| 2021 | Windhoek (Carin Park)    | Vera Looser             | Gabriela Raith          | Risa Dreyer        |
| 2022 | Windhoek                 | Vera Looser             | Courtney Liebenberg     | Melissa Hinz       |
| 2023 |                          | Vera Looser             | Melissa Hinz            | Anri Krugel        |
| 2024 | Rehoboth                 | Vera Looser             | Melissa Hinz            | Anri Krugel        |
| 2025 | Windhoek                 | Anri Krugel             | Louise Breed            | Monique Du Plessis |